# ذو المظهر المخيف
ذو المظهر المخيف (الاسم العلمي: Deinopis) والمعروف أيضًا باسم عناكب ذات وجه الغول و العناكب المجالدة، جنس عناكب من فصيلة ذوات المظهر المخيف التي وصفها أول مرة وليام شارب ماكلي في عام 1839. توزيعهُ استوائي على نطاق واسع وشبه استوائي. تصطاد فرائسها باستخدام «شبكة» نسج. الاسم مشتق من اليونانية de (deinos)، التي تعني «مخيف»، و opis، تعني «المظهر»، في إشارة إلى وجوهها التي تشبه الغول. عُثر كذلك على تهجئة "Dinopis"، ولكن يُنظر إليها على أنها «تعديل غير مبرر».